# Ablerus beenleighi
Ablerus beenleighi är en stekelart som beskrevs av Girault 1926. Ablerus beenleighi ingår i släktet Ablerus och familjen växtlussteklar. Inga underarter finns listade i Catalogue of Life.